# Расмуссен, Памела
Памела Сесиль Расмуссен (англ. Pamela Cecile Rasmussen; род. 16 октября 1959 года) — американская орнитолог, специалист по птицам Азии. Ранее была научным сотрудником Смитсоновского института в Вашингтоне, в настоящее время работает при Университете штата Мичиган.

## Биография
Памела Расмуссен проявила интерес к птицам с детства, когда её мать подарила ей детское издание книги Оливера Оуэстина «Птицы мира». 
Получила степень магистра в 1983 году в Университете Уолла-Уолла, а в 1990 году защитила докторскую диссертацию в Канзасском университете, где начала изучать эволюционную теорию.
В Университете штата Мичиган является приглашённым ассистентом профессора зоологии и помощником хранителя музея по маммалогии и орнитологии. Она также связана с британским Музеем естественной истории в Трине и является редактором научного журнала «The Ibis» Британского орнитологического союза.

## Научная деятельность
Первоначально занималась исследованием морских птиц Южной Америки, затем сосредоточилась на птицах Азии, описав несколько новых видов сов и других птиц. Бывала причастна к крупномасштабным исследованиям глобального биоразнообразия и изучению таксономического статуса южноазиатских грифов.
Была главным автором книги «Birds of South Asia: The Ripley Guide» — важного орнитологического издания, охватывающего птиц Южной Азии. В результате исследований музея птиц, проведённых в рамках этой работы, помогла выявить случаи краж и фальсификаций документов, связанных с деятельностью известного британского орнитолога Ричарда Мейнертцхагена.

## Важные открытия
- Описала четыре новых вида азиатских птиц, в том числе совы и кустарниковых сверчков.
- Совместно с коллегами выяснила, что императорский фазан является естественным гибридом между двумя видами фазанов.
- Участвовала в проектах по охране редких видов грифов в Южной Азии.

## Личная жизнь
Замужем за Майклом Д. Готтфридом, куратором палеонтологии и директором Центра интегративных исследований общего естествознания при Университете штата Мичиган.